# Абеулов, Мукатай
Муката́й Абе́улов (1917 — 16 декабря 1944) — участник Великой Отечественной войны, наводчик орудия 152-го гвардейского истребительно-противотанкового артиллерийского полка 4-го гвардейского Кубанского казачьего кавалерийского корпуса 2-го Украинского фронта, Герой Советского Союза (1945), гвардии казак.

## Биография
Мукатай Абеулов родился в 1917 году в селе Саркамыш (современная Восточно-Казахстанская область) в крестьянской семье. Казах. После получения неполного среднего образования работал в совхозе.
8 августа 1941 года был призван в Красную Армию Бело-Ачинским райвоенкоматом Семипалатинской области Казахской ССР и направлен на фронт. В 1944 году вступил в ВКП(б).
Наводчик орудия гвардии казак Мукатай Абеулов отличился в боях за освобождение Венгрии — с 6 октября по 16 декабря 1944 года он прямой наводкой подбил 6 танков, 4 бронетранспортёра и много другой фашистской боевой техники. 16 декабря 1944 года он пал в бою при отражении вражеской танковой атаки у населённого пункта Мохора в 50 км от Будапешта. Был похоронен в центре венгерского села Мохора.
28 апреля 1945 года Указом Президиума Верховного Совета СССР за образцовое выполнение боевых заданий командования на фронте борьбы с немецко-фашистскими захватчиками и проявленные при этом мужество и героизм гвардии казаку Абеулову Мукатаю было посмертно присвоено звание Героя Советского Союза.

## Награды
- Медаль «Золотая Звезда» Героя Советского Союза (28.04.1945)[5][6]
- Орден Ленина (28.04.1945)
- Орден Отечественной войны I степени (07.03.1945)[7]
- Медаль «За отвагу» (09.08.1944)
- Медали